# Neue Löcknitz (Grünheide)
Die Neue Löcknitz in der Gemeinde Grünheide (Mark) bei Berlin ist ein Nebenfluss des Spreezuflusses Löcknitz.

## Verlauf
Das insgesamt knapp 8 km lange Gewässer liegt gänzlich im Gemeindegebiet von Grünheide. Es besteht aus einem kleinen Zulauf (381 m) im Osten des Möllensees und dann aus der Kette der südlichen Grünheider Seen, bestehend aus dem schon genannten Möllensee, dem Peetzsee und dem Werlsee, samt den Kanalverbindungen zwischen diesen Seen und vom Peetzsee zur Löcknitz. Deren Flussabschnitt vom Zusammenfluss westlich der Siedlung Fangschleuse bis zum Flakensee wurde Anfang des 20. Jahrhunderts als Löcknitzkanal neu angelegt.

## Geologie
Wie auch das Tal der (eigentlichen) Löcknitz sind die durch die Neue Löcknitz verbundenen Seen Teil der in der Weichsel-Kaltzeit entstandenen Buckower Rinne.

## Nutzung
Nachdem man schon seit etwa 1700 zur Erleichterung der Flößerei ein Wehr angelegt hatte, um so bei Bedarf Flutwellen zu erzeugen, wurde die Seenkette 1873–1875 zum Schifffahrtsweg ausgebaut, dessen Leistungsfähigkeit durch den oben erwähnten Löcknitzkanal noch erhöht wurde. Transportiert wurden Baustoffe für die wachsende nahe Hauptstadt, Holz, Ziegel und Kies. Ab 1882 war auch ein Ausflugsdampfer im Einsatz.
Die Neue Löcknitz bildet den größten Teil der Bundeswasserstraße Löcknitz (Lö), die darüber hinaus nur noch den begradigten Flussabschnitt der Löcknitz vom Zusammenfluss bis zum Flakensee umfasst. Dort hat sie Anschluss an die Bundeswasserstraße Rüdersdorfer Gewässer, die ihrerseits aus den unteren Teilen des Rüdersdorfer Mühlenfließes und der Löcknitz besteht. Heute wird das Rüdersdorfer Gewässer fast ausschließlich von der Sportschifffahrt genutzt, ferner verkehren einige Fahrgastschiffe.